# Bernhard Birkenstock
Bernhard Birkenstock SOCist (* 25. August 1735 in Erbach (Rheingau); † 14. Januar 1819 ebenda) war von 1772 bis 1799 Abt des Klosters Arnsburg.

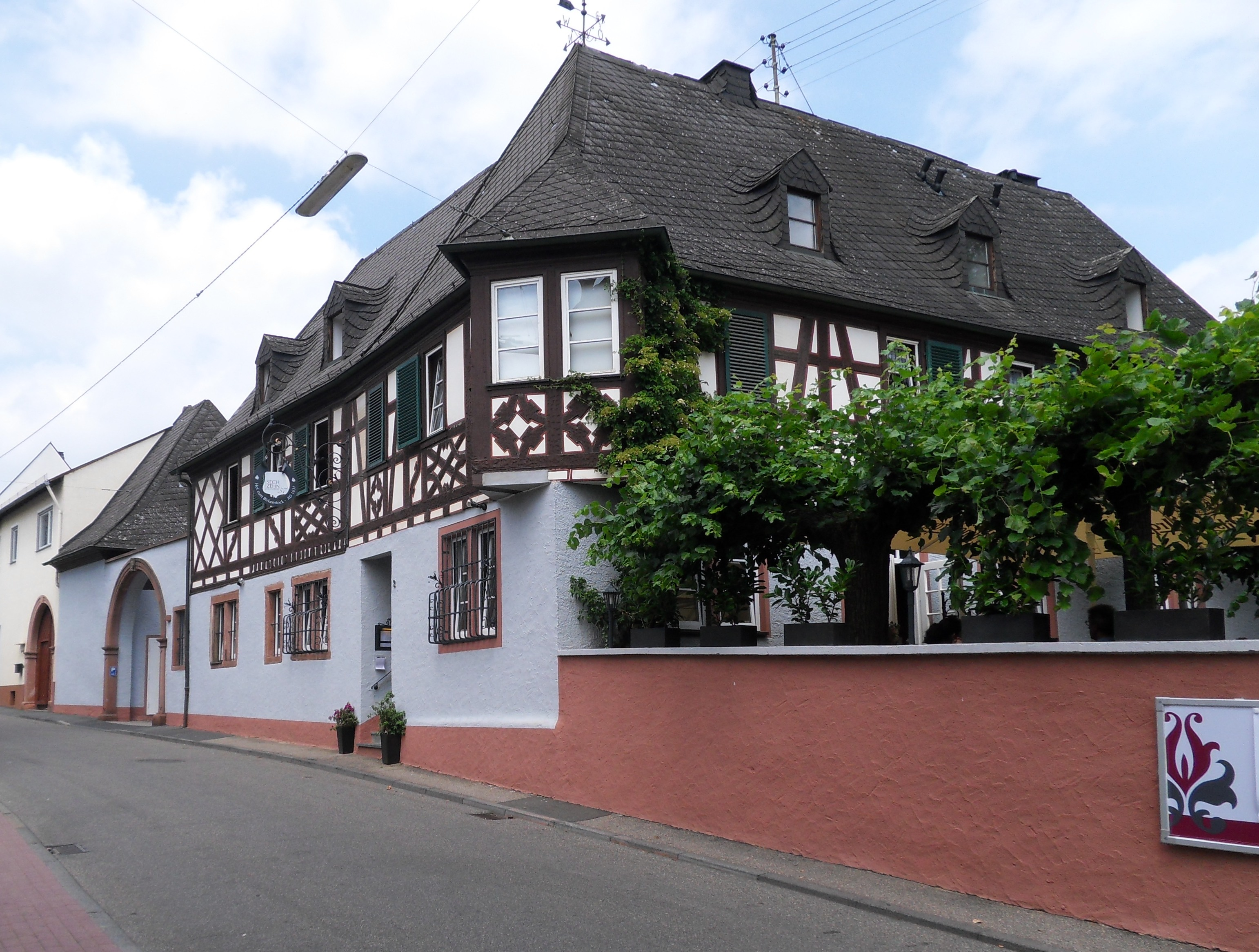
Hof zum Birkenstock in Erbach, Taunusstr. 2–6, erbaut 1637; Blick von Süden

## Leben
Bernhard Birkenstock kam am 25. August 1735 als Sohn des in Erbach begüterten Peter Nikolaus Birkenstock und seiner ebenfalls aus Erbach stammenden Mutter Maria Franziska, geborene Schumann, zur Welt. Er hatte acht Geschwister. Weil sein Bruder Johann Balthasar Heinrich (1728–1779) im Jahr 1749 als Mönch in das Kloster Eberbach eintrat und dort später zum Priester geweiht wurde, wählte Bernhard Birkenstock seine geistliche Laufbahn zwar auch im Zisterzienserorden, trat aber in das Kloster Arnsburg ein, wo er 1759 die Profess ablegt. Am 7. Juli 1772 wurde er zum 52. Abt von Kloster Arnsburg gewählt. Anlässlich des 600-jährigen Bestehen des Klosters im Jahr 1774 ließ Birkenstock das repräsentative und herrschaftliche Pfortenhaus von Arnsburg errichten. Am Mittelbau findet sich das Wappen Bernhard Birkenstocks, in der Mitte einen Baum, wahrscheinlich eine Birke, und einen Hirsch darstellend.
In den Wirren der Französischen Revolutionskriege, die mit einer französischen Invasion und Brandschatzung der Wetterau einhergingen, trat Birkenstock fest und unerschrocken für die Herabsetzung der dem Kloster auferlegten ungeheuren und maßlosen Kontributionssätze ein, was ihm vermutlich eine längere Verbannung einbrachte, aus deren verschiedenen Orten er jedoch unermüdlich mit seiner Abtei in Verbindung blieb. 1799 entschied er sich nach 27 Amtsjahren wegen der Kriegswirren und der für das Kloster damit verbundenen Konflikte dazu, als Abt zurückzutreten. Der Mainzer Kurfürst Friedrich Karl Joseph von Erthal gab den wiederholten Gesuchen auf Resignation schließlich statt. Der Rücktritt erfolgte am 17. Juni 1799.
Birkenstock verbrachte seinen Lebensabend wohldotiert mit 3500 Gulden jährlich in seinem Heimatort Erbach in dem noch heute als Hof zum Birkenstock bekannten Anwesen. Er lebte still und zurückgezogen, machte sich aber als Wohltäter der Pfarrkirche St. Markus und als Stifter einer Mädchenschule und überhaupt als Förderer des Schulwesens am Ort einen Namen.